# Gent-Wevelgem 2022
De wielerwedstrijd Gent-Wevelgem werd in 2022 gehouden op zondag 27 maart onder de benaming Gent-Wevelgem in Flanders Fields. De wedstrijd kende zowel een mannen- als vrouweneditie. Voor beide koersen was Ieper de startplaats en Wevelgem de aankomstplaats. Bij de mannen won Biniam Girmay uit Eritrea. Hij is de eerste Afrikaan in de geschiedenis die een wielerklassieker heeft gewonnen. Bij de vrouwen won wereldkampioene Elisa Balsamo uit Italië.

## Mannen Elite
De 84e editie van deze wielerwedstrijd voor de mannen maakte deel uit van de UCI World Tour 2022. In een ontsnapping met vier wist Biniam Girmay zijn medevluchters in de eindsprint te verslaan.

### Uitslag
| Gent-Wevelgem 2022 |                      |                                    |          |
| Plaats             | Naam                 | Ploeg                              | Tijd     |
| Winnaar            | Biniam Girmay        | Intermarché-Wanty-Gobert Matériaux | 5u37'57" |
| 2                  | Christophe Laporte   | Jumbo-Visma                        | z.t.     |
| 3                  | Dries Van Gestel     | Team TotalEnergies                 | z.t.     |
| 4                  | Jasper Stuyven       | Trek-Segafredo                     | z.t.     |
| 5                  | Søren Kragh Andersen | Team DSM                           | + 8"     |
| 6                  | Tim Merlier          | Alpecin-Fenix                      | z.t.     |
| 7                  | Mads Pedersen        | Trek-Segafredo                     | z.t.     |
| 8                  | Iván García          | Movistar Team                      | z.t.     |
| 9                  | Matej Mohorič        | Bahrain Victorious                 | z.t.     |
| 10                 | Arnaud Démare        | Groupama-FDJ                       | z.t.     |

## Vrouwen Elite
De wedstrijd bij de vrouwen was de 11e editie en maakte deel uit van de UCI Women's World Tour 2022 in de categorie 1.WWT. Elisa Balsamo won in een massasprint. Ze ging Lotte Kopecky in de laatste meters voorbij en hield de opkomende Marianne Vos nog achter zich.

### Deelnemende ploegen
| UCI World Tour teams | UCI World Tour teams                                                                              | UCI Continental teams                                                                          | UCI Continental teams                                                                            |
| --- | ------------------------------------------------------------------------------------------------- | ---------------------------------------------------------------------------------------------- | ------------------------------------------------------------------------------------------------ |
| BikeExchange Jayco Canyon-SRAM DSM EF Education-TIBCO-SVB FDJ Nouvelle-Aquitaine Futuroscope Human Powered Health Jumbo-Visma | Liv Racing Xstra Movistar Roland Cogeas Edelweiss Squad SD Worx Trek-Segafredo UAE Team ADQ Uno-X | AG Insurance NXTG Bingoal Casino-Chevalmeire-Van Eyck Sport Ceratizit-WNT Cofidis Le Col-Wahoo | Lotto Soudal Ladies Multum Accountants Parkhotel Valkenburg Plantur-Pura Valcar-Travel & Service |

### Uitslag
| Plaats  | Naam                      | Ploeg                              | tijd     |
| ------- | ------------------------- | ---------------------------------- | -------- |
| Winnaar | Elisa Balsamo             | Trek-Segafredo                     | 3u39'15" |
| 2       | Marianne Vos              | Jumbo-Visma                        | z.t.     |
| 3       | Maria Giulia Confalonieri | Ceratizit-WNT                      | z.t.     |
| 4       | Lotte Kopecky             | SD Worx                            | z.t.     |
| 5       | Emma Norsgaard            | Movistar                           | z.t.     |
| 6       | Marta Bastianelli         | UAE Team ADQ                       | z.t.     |
| 7       | Susanne Andersen          | Uno-X                              | z.t.     |
| 8       | Tamara Dronova            | Roland Cogeas Edelweiss Squad      | z.t.     |
| 9       | Silvia Persico            | Valcar-Travel & Service            | z.t.     |
| 10      | Clara Copponi             | FDJ Nouvelle-Aquitaine Futuroscope | z.t.     |

1934 · 1935 · 1936 · 1937 · 1938 · 1939 · 1940 · 1941 · 1942 · 1943 · 1944 · 1945 · 1946 · 1947 · 1948 · 1949 · 1950 · 1951 · 1952 · 1953 · 1954 · 1955 · 1956 · 1957 · 1958 · 1959 · 1960 · 1961 · 1962 · 1963 · 1964 · 1965 · 1966 · 1967 · 1968 · 1969 · 1970 · 1971 · 1972 · 1973 · 1974 · 1975 · 1976 · 1977 · 1978 · 1979 · 1980 · 1981 · 1982 · 1983 · 1984 · 1985 · 1986 · 1987 · 1988 · 1989 · 1990 · 1991 · 1992 · 1993 · 1994 · 1995 · 1996 · 1997 · 1998 · 1999 · 2000 · 2001 · 2002 · 2003 · 2004 · 2005 · 2006 · 2007 · 2008 · 2009 · 2010 · 2011 · 2012 · 2013 · 2014 · 2015 · 2016 · 2017 · 2018 · 2019 · 2020 · 2021 · 2022 · 2023 · 2024
Lijst van beklimmingen
Ronde van de Verenigde Arabische Emiraten ·
Omloop Het Nieuwsblad ·
Strade Bianche ·
Parijs-Nice · 
Tirreno-Adriatico · 
Milaan-San Remo ·
Ronde van Catalonië ·
Driedaagse Brugge-De Panne ·
E3 Saxo Bank Classic ·
Gent-Wevelgem ·
Dwars door Vlaanderen ·
Ronde van Vlaanderen ·
Ronde van het Baskenland ·
Amstel Gold Race ·
Parijs-Roubaix ·
Waalse Pijl ·
Luik-Bastenaken-Luik ·
Ronde van Romandië ·
Eschborn-Frankfurt ·
Ronde van Italië ·
Critérium du Dauphiné ·
Ronde van Zwitserland ·
Ronde van Frankrijk ·
Clásica San Sebastián ·
Ronde van Polen ·
BEMER Cyclassics ·
Bretagne Classic ·
Benelux Tour ·
Ronde van Spanje ·
GP van Quebec · 
GP van Montreal · 
Ronde van Lombardije ·
Ronde van Guangxi ·
Strade Bianche ·
Ronde van Drenthe ·
Trofeo Alfredo Binda-Comune di Cittiglio ·
Brugge-De Panne ·
Gent-Wevelgem ·
Ronde van Vlaanderen ·
Amstel Gold Race ·
Parijs-Roubaix ·
Waalse Pijl ·
Luik-Bastenaken-Luik ·
Itzulia Women ·
Ronde van Burgos ·
RideLondon Classic ·
The Women's Tour · 
Giro Donne · 
Tour de France Femmes ·
Postnord Vårgårda WestSweden · 
Ronde van Scandinavië ·
GP de Plouay-Bretagne ·
Simac Ladies Tour ·
Ceratizit Challenge by La Vuelta · 
Ronde van Romandië
Afgelaste wedstrijden: Cadel Evans Great Ocean Road Race · 
Tour of Chongming Island · 
Ronde van Guangxi